# 온리 더 스트롱
《온리 더 스트롱》(Only The Strong)은 미국에서 제작된 쉘던 레티치 감독의 1993년 액션 영화이다. 카포에이라를 보여준 유일한 할리우드 영화로 간주된다. 마크 다카스코스 등이 주연으로 출연하였고 사무엘 하디다 등이 제작에 참여하였다.

## 출연

### 주연
- 마크 다카스코스
- 스테이시 트래비스

### 조연
- 제프리 루이스
- 파코 크리스찬 프리에토
- 토드 서스맨
- 제프리 앤더슨 건터
- 리처드 코카
- 로먼 카드웰
- 라이언 볼먼
- 크리스찬 클레마쉬
- 안토니 코론
- 루이스 에스테반
- 짐 빅커스
- 앨런 조던
- 프랭크 듀스
- 살바도르 레비
- 도나 킴볼
- 토니 리마
- 대니 다우니
- 타일러 보우
- 조 버카로 3세

## 기타
- 미술: J. 마크 해링튼
- 배역: 제임스 F. 타지아